# Liburnascincus artemis
Espèce
Liburnascincus artemis est une espèce de sauriens de la famille des Scincidae.

## Répartition
Cette espèce est endémique du Queensland en Australie. Elle se rencontre dans la Bamboo Range.

## Étymologie
Son nom d'espèce lui a été donné en référence au lieu de sa découverte, Artemis Station.

## Publication originale
- Hoskin & Couper, 2015 : A new skink (Scincidae: Liburnascincus) from rocky habitat on Cape York, northeast Australia. Zootaxa, no 3994 (2), p. 222–234.